# 2000
Het jaar 2000 is het 100e jaar in de 20e eeuw volgens de christelijke jaartelling.

## Gebeurtenissen
Zie voor meer gebeurtenissen de maandartikelen in de infobox.
januari
- 1 - Loodhoudende benzine wordt in de lidstaten van de Europese Unie officieel verboden.
- 1 - In België vervangt de SIS-kaart (sociale identiteitskaart) de kleefbriefjes voor diensten van apothekers en ziekenhuizen.
- 1 - In België worden Genk, Mortsel, Waregem en Seraing steden.
- 1 - In België worden zonenummers verplicht bij elk telefoongesprek in het binnenland.
- 1 - Hoewel de 20e eeuw en het tweede millennium na Christus nog een jaar te gaan hebben, vieren miljoenen mensen in de wereld de overgang naar het lange tijd magische jaar 2000. Grote problemen met de Millenniumbug blijven uit.
- 7 - Op station Vlaardingen Oost krijgt de 17-jarige Daniël van Cotthem zonder enige aanleiding een harde klap op zijn hoofd van enkele dronken jongeren. Van Cotthem overlijdt twee dagen later aan een inwendige bloeding in de hersenen.
- 10 - Het Amerikaanse internetbedrijf America Online (AOL) en de mediagigant Time Warner kondigen aan dat ze fuseren. Voor de beurswereld is dit de grootste fusie ooit.
- 13 - Bill Gates treedt af als bestuursvoorzitter van Microsoft en wordt opgevolgd door Steve Ballmer.
- 13 - Voormalig DDR-staatshoofd Egon Krenz, die tot zesenhalf jaar cel werd veroordeeld voor zijn verantwoordelijkheid aan het schietbevel aan de voormalige Duits-Duitse grens, begint aan zijn gevangenisstraf.
- 14 - De Koninklijke Muntschouwburg in Brussel bestaat 300 jaar. Dat wordt gevierd met de tentoonstelling 'Opera, tastbare emotie'.
- 15 - De Izegemse advocaat en volksvertegenwoordiger Geert Bourgeois (48) wordt in België tot nieuwe voorzitter van de Volksunie verkozen. Hij behaalt 54 procent van de stemmen, tegen 46 procent voor de aftredende voorzitter Patrik Vankrunkelsven.
- 15 - De Servische militieleider Željko Ražnatović (47), beter bekend als "Arkan", wordt vermoord in de hal van een hotel waar hij vroeger grootse feesten organiseerde. Arkan, een van de rijkste mannen van Servië, werd in 1997 door het Joegoslavië-tribunaal in Den Haag veroordeeld wegens misdaden tegen de menselijkheid, waaronder etnische zuiveringen in Kroatië, Bosnië en Kosovo.
- 17 - Na twee jaar speculatie fuseren de farmabedrijven Glaxo Wellcome en SmithKline Beecham. De nieuwe firma GlaxoSmithKline is nu de grootste farmagroep ter wereld met 105.000 werknemers en een beurswaarde van 7500 miljard Belgische frank. In België telt de fusiegroep 3400 werknemers.
- 18 - Onder druk van interim-president Vladimir Poetin wordt de gematigde communist Gennadi Seleznjov tot parlementsvoorzitter verkozen.
- 18 - Oud-bondskanselier Helmut Kohl neemt ontslag als erevoorzitter van de Duitse CDU. Hij blijft weigeren de namen te noemen van degenen die hem geld hebben gegeven voor zijn geheime rekeningen.
- 21 - In Ecuador neemt Vicepresident Gustavo Noboa het bewind over van de afgezette president Jamil Mahuad. Daarmee komt een einde aan de korte volksopstand tegen de invoering van de Amerikaanse dollar. Het verzet werd opgezet door de Indiaanse bevolking en een deel van het leger.
- 24 - De Britse platenmaatschappij EMI en het Amerikaanse media- en entertainmentconcern Time Warner gaan fuseren. Zo ontstaat de grootste platenmaatschappij ter wereld met 2000 artiesten, onder wie de Spice Girls, de Rolling Stones, Eric Clapton, Madonna en Phil Collins.
- 24 - De eerste aflevering van de Vlaamse ziekenhuisserie Spoed
- 25 - Hugo Claus (70) krijgt in Italië voor zijn boek Het verdriet van België in Italiaanse vertaling de prestigieuze prijs Premio Nonino.
- 27 - In Nederland wordt Gerrit Komrij als eerste Dichter des Vaderlands gekozen.
- 29 - In NRC Handelsblad verschijnt een essay van Paul Scheffer over "het multiculturele drama". Scheffer ziet het ontstaan van een etnische onderklasse die niet integreert en die op den duur zal radicaliseren.
- 30 - De Franse nuts- en mediagroep Vivendi gaat scheep met de Brits-Amerikaanse mobiele telecomgroep Vodafone.
- 30 - Bij een ongeluk met een Airbus A310 van Kenia Airlines voor de kust van Ivoorkust overleeft slechts een tiental van de 179 inzittenden de ramp.
- 30 - Lindsay Davenport wint de Australian Open. In de finale verslaat de Amerikaanse tennisster in Melbourne de Zwitserse titelverdedigster Martina Hingis: 6-1 en 7-5.
- 30 - Op het Wereldkampioenschap veldrijden in Sint-Michielsgestel zorgt de Belgische kampioen Sven Nys voor een anticlimax. Hij offert zijn kansen op voor zijn Nederlandse merkgenoot Richard Groenendaal, die de titel overneemt van Mario De Clercq.
- 31 - In Roemenië vindt de Cyanideramp bij Baia Mare plaats. Zie Tisza voor meer informatie.
- 31 - België gaat in beroep tegen de uitspraak van een Britse rechtbank die geen inzage geeft in het medisch dossier van de Chileense ex-dictator Augusto Pinochet. België wil de terugkeer van Pinochet naar Chili verhinderen.
- 31 - Een rechtbank in Preston veroordeelt de huisarts Harold Shipman (54) 15 keer tot levenslange hechtenis voor de moord op 15 van zijn patiënten. Het Britse gerecht vermoedt dat Shipman in totaal 150 patiënten heeft omgebracht in een periode van 30 jaar.
- 31 - Een toestel van Alaska Airlines stort neer in zee wanneer het wegens een technisch defect een noodlanding probeert te maken op de luchthaven van Los Angeles. De 88 inzittenden komen om het leven.

februari
- 4 - De bestverkochte PC-Game aller tijden, The Sims verschijnt op de markt.
- 4 - De Oostenrijkse bondspresident Thomas Klestil beëdigt een coalitiekabinet onder leiding van de christendemocraat Wolfgang Schüssel en Jörg Haider.
- 5 - Het Italiaanse rugbyteam luistert het debuut in Zeslandentoernooi - zoals het nu heet - op met een 34-20-overwinning op Schotland.
- 17 - Het besturingssysteem Windows 2000 van Microsoft verschijnt.
- 25 - In Groningen worden 37 stillevens en andere kunstvoorwerpen van Henk Helmantel gestolen. Ze worden maanden later teruggevonden, nadat vijf mannen zijn gearresteerd.

maart
- 2 - De Britse minister van Binnenlandse zaken Jack Straw beslist Augusto Pinochet vrij te laten. De Chileense ex-dictator vertrekt onmiddellijk naar zijn land, waar hij feestelijk wordt ontvangen.
- 2 - Er treedt een Verdrag in werking dat de Verenigde Staten toegang geeft tot militaire faciliteiten op Aruba en Curaçao.
- 3 - Het Joegoslavië-tribunaal in Den Haag veroordeelt de Kroatische generaal Tihomir Blaškić (39) tot 45 jaar cel. Blaškić heeft zich schuldig gemaakt aan misdaden tegen de menselijkheid en aan oorlogsmisdaden.
- 3 - België - De parlementaire dioxinecommissie stelt haar eindverslag voor aan de Kamer. Het 350 bladzijden tellende rapport spreekt over collectieve verantwoordelijkheid. Gewezen premier Jean-Luc Dehaene wordt buiten schot gehouden. De kabinetten van de gewezen ministers Karel Pinxten en Marcel Colla worden wel met de vinger gewezen.
- 7 - Frankrijk - President Jacques Chirac wijst het gratieverzoek om medische redenen voor Vichy-collaborateur Maurice Papon af. Papon kreeg in april 1998 een celstraf van 10 jaar voor misdaden tegen de menselijkheid.
- 12 - De Belgische minister van buitenlandse zaken Louis Michel maakt een zesdaagse reis door Congo, Angola, Zimbabwe en Oeganda. Michel is de eerste Belgische minister die sinds november 1988 een officieel bezoek aan Congo brengt.
- 13 - De Amerikaanse minister van defensie William Cohen brengt een driedaags historisch bezoek aan Vietnam. Hij is de hoogste Amerikaanse functionaris die Vietnam bezoekt sinds het einde van de oorlog in dat land in 1975.
- 17 - Op de Effectenbeurs van Amsterdam wordt het aandeel World Online geïntroduceerd. Deze beursgang zal blijken een van de grootste aandelenzwendels uit de geschiedenis te zijn. Hij is mede oorzaak van de beurskrach van dit jaar.
- 26 - In Rusland wint Vladimir Poetin de presidentsverkiezingen met 52,64% van de stemmen. Zijn naaste tegenstander, de communist Gennadi Zjoeganov komt uit op 29,3%.
- 26 - Augusto Pinochet, de voormalige Chileense president die in het Verenigd Koninkrijk vastzit voor mensenrechtenschendingen, wordt wegens zijn gezondheidstoestand vrijgelaten.
- 27 - De Franse premier Lionel Jospin herschikt ingrijpend zijn regering van socialisten, communisten en groenen. Laurent Fabius (economie) en Jack Lang (onderwijs) zijn twee opvallende socialistische terugkomers.

april
- 2 - Ondanks een nederlaag (19-13) in de afsluitende wedstrijd in en tegen Schotland winnen de Engelse rugbyers de eerste editie van het Zeslandentoernooi.
- 5 - Het Hermesakkoord verruimt de bevoegdheid van de gewesten voor het landbouwbeleid en de buitenlandse handel aanzienlijk en stelt de opheffing van de Belgische Dienst voor Buitenlandse Handel (BDBH) in het vooruitzicht.
- 5 - In Istanbul worden bij rellen tussen aanhangers van Galatasaray en Leeds United twee Britten doodgestoken.
- 9 - Bij presidentsverkiezingen in Georgië wordt Edoeard Sjevardnadze met bijna 80% van de stemmen herkozen als president. Alhoewel niet getwijfeld wordt aan zijn zege, worden de cijfers ongeloofwaardig geacht.
- 22 - Erik Zabel wint de Amstel Gold Race.
- 22 - Six Flags Holland opent zijn deuren met vier nieuwe achtbanen.
- 23 - De Japanse keizer Akihito begint een staatsbezoek aan Nederland, dat in het teken van 400 jaar betrekkingen tussen beide landen staat.

mei
- 1 - De Amerikaanse overheid schakelt de Selective Availability-functie van het global positioning system uit. Hierdoor neemt de sport geocaching een grote vlucht.
- 3 - In Kamp Zeist begint het proces volgens Schots recht tegen de twee Libische verdachten van de aanslag op Pan Am vlucht 103 boven Lockerbie.
- 4 - Het "ILOVEYOU-virus" legt e-mailsystemen en computernetwerken van veel bedrijven in de hele wereld plat.
- 6 - HC Bloemendaal prolongeert de landstitel in de Nederlandse hockeyhoofdklasse door in de derde wedstrijd uit de finale van de play-offs Hockeyclub 's-Hertogenbosch met 5-0 te verslaan.
- 7 – De hockeysters van Hockeyclub 's-Hertogenbosch winnen de derde landstitel op rij in de Nederlandse hoofdklasse door in het tweede duel uit de finale van de play-offs Amsterdam met 2-0 te verslaan.
- 13 - Enschede - Een vuurwerkramp legt een complete woonwijk in de as en kost 23 dodelijke slachtoffers.
- 13 - Stockholm - Het Eurovisiesongfestival wordt gehouden in de Zweedse hoofdstad Stockholm. De uitzending wordt in Nederland halverwege afgebroken, vanwege de vuurwerkramp in Enschede.
- 14 - Bij het wereldkampioenschap ijshockey voor A-landen in Rusland prolongeert Tsjechië de wereldtitel door Slowakije in de finale met 5-3 te verslaan.
- 17 - Galatasaray wint de UEFA Cup. In de finale in Kopenhagen zegeviert de Turkse voetbalclub na strafschoppen (4-1) ten koste van het Engelse Arsenal. Voorafgaande aan de wedstrijd wordt overal in Kopenhagen gevochten tussen Engelse en Turkse fans, waarbij 19 gewonden vallen.
- 21 - Nederland speelt in het Wagener-stadion in Amstelveen zijn duizendste officiële hockeyinterland. Tegenstander is Australië, dat met 4-1 wordt verslagen.
- 24 - Real Madrid wint de Champions League. In de finale in Parijs is de Spaanse voetbalclub met 3-0 te sterk voor het eveneens Spaanse Valencia.
- 25 - De verkiezingen in Suriname worden gewonnen door de Nieuw Front Combinatie.

juni
- Topontmoeting tussen de presidenten Kim Dae Jung van Zuid-Korea en Kim Jong Il van Noord-Korea.
- In Dover worden in een Nederlandse vrachtauto 48 dode en 12 levende Chinese verstekelingen aangetroffen.
- 3 - In het Wagener-stadion in Amstelveen wint de Nederlandse vrouwenhockeyploeg voor de tweede keer de Champions Trophy.
- 4 - In het Wagener-stadion in Amstelveen wint de Nederlandse hockeyploeg voor de vijfde keer de Champions Trophy.
- 20 - De UNHCR organiseert de eerste Wereldvluchtelingendag.

juli
- 2 - Frankrijk wint in Rotterdam het EK voetbal door Italië in de finale met 2-1 te verslaan. In de verlenging maakt David Trezeguet de zogeheten golden goal.
- 6 - Het tijdschrift Nature publiceert de Verklaring van Durban. Vijfduizend wetenschappers van gerenommeerde instellingen uit verschillende delen van de wereld stellen dat volgens de geldende en algemeen aanvaarde wetenschappelijke inzichten het hiv de oorzaak is van de ziekte aids. De verklaring is een reactie op de aidsontkenning door president Thabo Mbeki van Zuid-Afrika en zijn ministers.
- 18 - Groningen - In een uitverkocht Stadspark -65 000 personen- wordt een concert gegeven door Tina Turner met in het voorprogramma John Fogerty.
- 25 - Parijs - Een Concorde, een supersonisch vliegtuig, van Air France stort neer net buiten Parijs, er komen 113 personen om het leven.
- Dertiende internationale aids-conferentie in Durban, Zuid-Afrika
- Mexico - Vicente Fox wordt gekozen tot president. Dit is de eerste verkiezingsnederlaag van de voordien regerende PRI in lange tijd.

augustus
- 4 - De Britse Queen Mum wordt honderd jaar.
- 12 - In de Russische kernonderzeeër Koersk ontploft een defecte torpedo. Alle 118 opvarenden komen om het leven.
- 27 - Het Zimbabwaans voetbalelftal wint de vierde editie van de COSAFA Cup door in de finale (over twee wedstrijden) Lesotho te verslaan.

september
- 4 - Eerste uitzenddag van NPO Zappelin.
- 19 - Pieter van den Hoogenband scherpt bij de Olympische Spelen in Sydney het wereldrecord op de 100 meter vrije slag aan tot 47,84. De Nederlander doet dat in de halve finales. Het oude record (48,18) stond sinds drie dagen op naam van de Australische zwemmer Michael Klim.
- 26 - De Express Samina zinkt voor de kust van het Griekse eiland Paros na een botsing met de Portes-rotsen, 82 mensen verdrinken.
- 28 - De Denen wijzen bij referendum de invoering van de euro af; zij behouden de Deense kroon.
- 30 - Bij de Olympische Spelen in Sydney prolongeert de Nederlandse hockeyploeg de olympische titel door Zuid-Korea in de finale op strafballen (5-4) te verslaan.

oktober
- 1 - In Nederland wordt het bordeelverbod opgeheven. Prostitutie was sinds de invoering van de Code Pénal in 1811 al niet meer strafbaar.
- 1 - Ter gelegenheid van het 80-jarig bestaan van de Surinaamse Voetbal Bond wordt het Suriname Stadion tot André Kamperveenstadion omgedoopt. Ook wordt een door Erwin de Vries ontworpen standbeeld van André Kamperveen onthuld.
- 7 - Een woedende Palestijnse menigte vernielt het Graf van Jozef, een Joods heiligdom in Nabloes.
- 8 - Gemeente- en provincieraadsverkiezingen in België.
- Slobodan Milošević draagt de macht over aan Vojislav Koštunica.
- 12 - In Aden wordt een aanslag gepleegd op de USS Cole, een Amerikaans marineschip.

november
- 2 - Het internationaal ruimtestation ISS wordt vanaf vandaag permanent bemand.
- 7 - Presidentsverkiezingen in de Verenigde Staten. De belangrijkste kandidaten zijn George W. Bush (republikein) en Al Gore (democraat). De uitslag is "too close to call".
- 9 - Uttaranchal wordt de 27ste deelstaat van India. Na een vrij korte en vreedzame strijd door zijn inwoners in de jaren '90 wordt hij afgescheiden van Uttar Pradesh.
- 11 - In Oostenrijk maakt de kabeltreinramp in Kaprun 155 slachtoffers.
- 20 – Marat Safin lost Pete Sampras na tien weken af als nummer één op de wereldranglijst der tennisprofessionals; de Rus moet die positie na twee weken weer afstaan aan Gustavo Kuerten.
- 22 - Peru - President Alberto Fujimori treedt af.
- 28 - De achtste druppel van het pekdruppelexperiment valt.

december
- 4 – Gustavo Kuerten lost Marat Safin na twee weken af als nummer één op de wereldranglijst der tennisprofessionals; de Braziliaan moet die positie na acht weken weer afstaan aan diezelfde Rus.
- 7 - Afkondiging van het Handvest van de grondrechten van de Europese Unie, nadat dit door de Raad van regeringsleiders, het Europees Parlement en de Europese Commissie is goedgekeurd.
- 7 - In Delfzijl treedt wethouder Hink Ketting (GroenLinks) onder druk van de gemeenteraad af, nadat hij door de politie is betrapt op het rijden in een auto met valse kentekenplaten. Ketting had een auto in Duitsland gekocht en daar de kentekenplaten van zijn oude auto op geschroefd. In 2002 zou hij nog voor korte tijd terugkeren als wethouder.
- 12 - Ondertekening van het VN-verdrag tegen grensoverschrijdende georganiseerde misdaad
- 13 - Na vijf weken van hertellingen en rechtszaken in Florida wordt George W. Bush door het supreme court van die staat uitgeroepen tot winnaar van de presidentsverkiezingen.
- 15 - De Vlaamse Regering keurt het Masterplan Antwerpen goed. In die beslissing verklaart de Vlaamse regering zich akkoord om tol te heffen op de Oosterweelverbinding voor de financiering van het Masterplan. Voor een vlotte en efficiënte realisatie van het plan wordt ook beslist om BAM, de Beheersmaatschappij Antwerpen Mobiel, een naamloze vennootschap van publiek recht op te richten.
- 16 - Begin van drie dagen van oproer in de Graafsewijk in 's-Hertogenbosch.
- 18 - Groningse en Drentse buschauffeurs van vervoermaatschappij Arriva houden een wilde actie. Ze protesteren tegen het 'wurgcontract' dat de provincies Arriva zouden willen opdringen. Zo'n 400 bussen rijden naar het Drentse Provinciehuis in Assen. De actie blijft zonder resultaat.
- 19 - Inval van Hells Angels in de RTL-studio waar het tv-programma van Henk van Dorp en Frits Barend zal worden uitgezonden. Het duo zou te veel aandacht hebben besteed aan de uitvaart van de crimineel Sam Klepper onder escorte van tientallen Hells Angels. Ze worden mishandeld en bieden in de uitzending hun excuses aan. Ze durven geen aangifte te doen.
- 25 - In Indonesië worden in de kerstnacht in negen steden op Sumatra, Java en Lombok bomaanslagen op kerken gepleegd, waarbij 14 doden en talrijke gewonden vallen.
- 31 - Officieel was dit de laatste dag van het tweede Millennium volgens de gregoriaanse kalender.
- 31 - Een zware cafébrand in Volendam eist het leven van veertien jonge mensen en meer dan 150 jongeren lopen ernstige brandwonden op.

zonder datum
- Simmer 2000 biedt een reeks van activiteiten die "Friezen om útens" naar het land van hun voorouders trekken.

## Muziek

### Klassieke muziek
- 21 januari: eerste uitvoering van January writ van Thomas Adès
- 26 januari: eerste uitvoering van Mood van Jukka Tiensuu
- 5 februari: eerste uitvoering van Symfonie nr. 4 van Ellen Taaffe Zwilich
- 6 februari: eerste uitvoering van Alhambra Fantasy van Julian Anderson
- 12 februari: eerste uitvoering van Pianoconcert nr. 3 van Leonardo Balada
- 2 maart: eerste uitvoering van Zwiesprache van Wolfgang Rihm
- 4 maart: eerste uitvoering van Trouwmuziek van Kalevi Aho
- 10 maart: eerste uitvoering van de Elfde symfonie van Kalevi Aho
- 26 maart: eerste uitvoering van het Strijkkwartet nr. 3 van Seppo Pohjola
- 30 april: eerste uitvoering van Variaties voor strijkkwartet van Alfred Schnittke uit 1998
- 20 mei: eerste uitvoering van de Cellosonate en The wise maid van Sally Beamish
- 7 juli: eerste uitvoering van het Strijkkwintet van Pehr Henrik Nordgren
- juli: eerste uitvoering van Música per a flauta i orquestra van Leonardo Balada, voorbehouden aan de Sala Sinfonica te Barcelona voor een plaatopname.
- 25 augustus: eerste uitvoering van "Concerto" van Wolfgang Rihm
- 15 september: eerste uitvoering van Jubilees van Magnus Lindberg
- 22 september: eerste uitvoering van de Millennium fantasy van Ellen Taaffe Zwilich
- 1 december: eerste uitvoering van Aditus van Erkki-Sven Tüür
- 6 december: eerste uitvoering van Symfonie nr. 1 van Ilkka Kuusisto
- 15 december: eerste uitvoering van El Niño van John Adams
- onbekende datum: eerste uitvoering van het Pianoconcert van Hans Abrahamsen

### Populaire muziek
Bestverkochte singles in Nederland:
1. Jody Bernal - Que Si, Que No
2. Krezip - I Would Stay
3. Bomfunk MC's - Freestyler
4. Abel - Onderweg
5. Twarres - Wêr Bisto
6. Jop - Jij Bent De Zon
7. Marc Anthony - You Sang To Me
8. Scoop - Drop It
9. Melanie C feat. Lisa 'Left Eye' Lopes - Never Be The Same Again
10. Santana feat. The Product G&B - Maria Maria

Bestverkochte albums in Nederland:
1. Marco Borsato - Luid En Duidelijk
2. Krezip - Nothing Less
3. U2 - All That You Can't Leave Behind
4. Santana - Supernatural
5. Eminem - The Marshall Mathers LP
6. Red Hot Chili Peppers - Californication
7. The Corrs - Unplugged
8. Live - The Distance To Here
9. Anouk - Urban Solitude
10. Mark Knopfler - Sailing To Philadelphia

Bestverkochte singles in Vlaanderen:
1. Krezip - I Would Stay
2. Mozaïek & Walter Grootaers - Leef
3. Bomfunk MC's - Freestyler
4. Live - They Stood Up For Love
5. Abel - Onderweg
6. K3 - Alle kleuren
7. Liquid feat. Silvy - Turn The Tide
8. Bon Jovi - It's My Life
9. Da Boy Tommy - Candyman
10. Jody Bernal - Que si, que no

Bestverkochte albums in Vlaanderen:
1. Live - The Distance To Here
2. K3 - Alle kleuren
3. Krezip - Nothing Less
4. K3 - Parels
5. Helmut Lotti - Latino Classics
6. Bon Jovi - Crush
7. Novastar - Novastar
8. Britney Spears - Oops!... I Did It Again
9. Eminem - The Marshall Mathers LP
10. Moby - Play

## Beeldende kunst

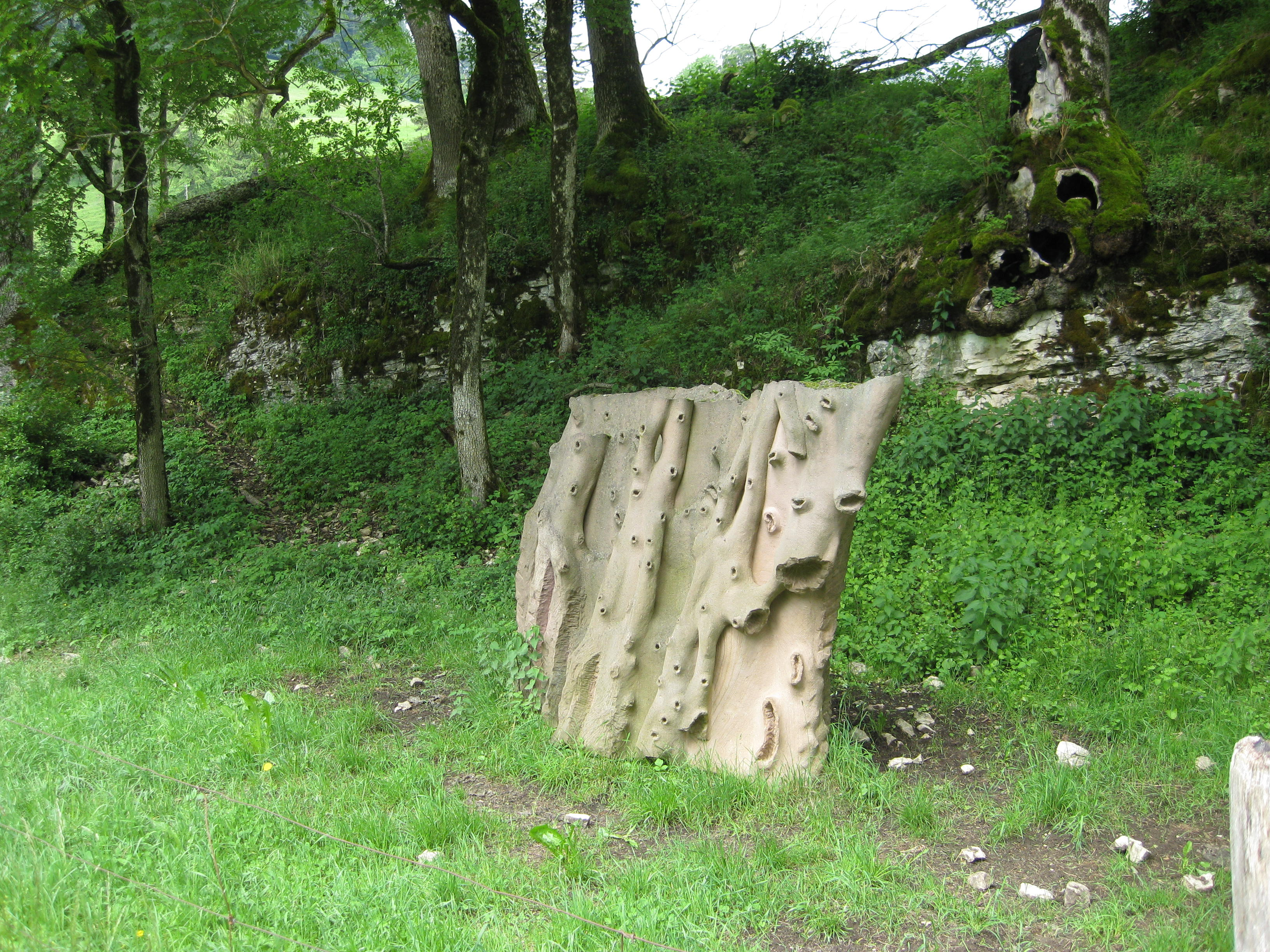
Eifel (2000) Peter Kamm, Schönthal
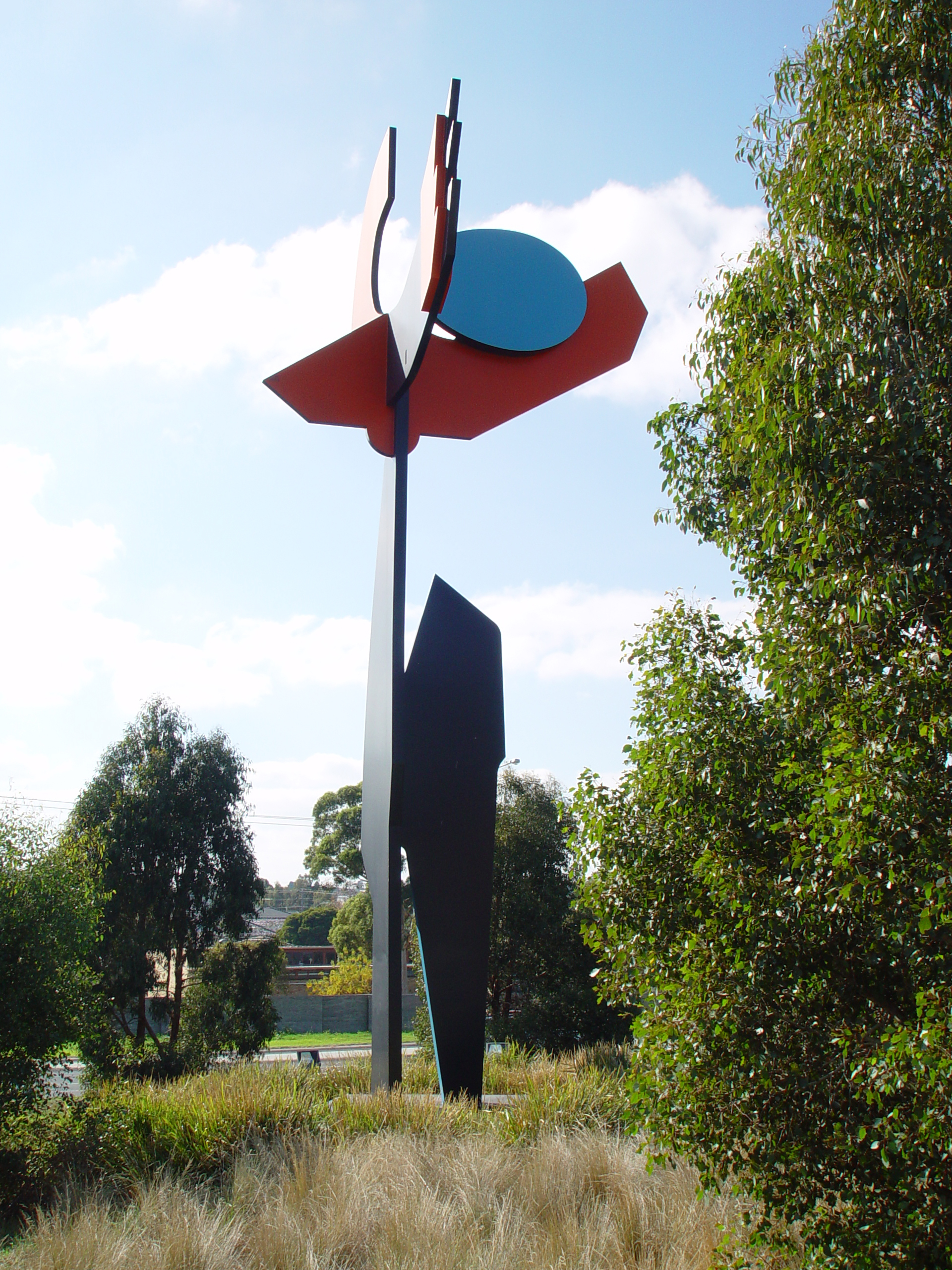
The Sentinel (2000), Inge King, Eastern Freeway, Melbourne
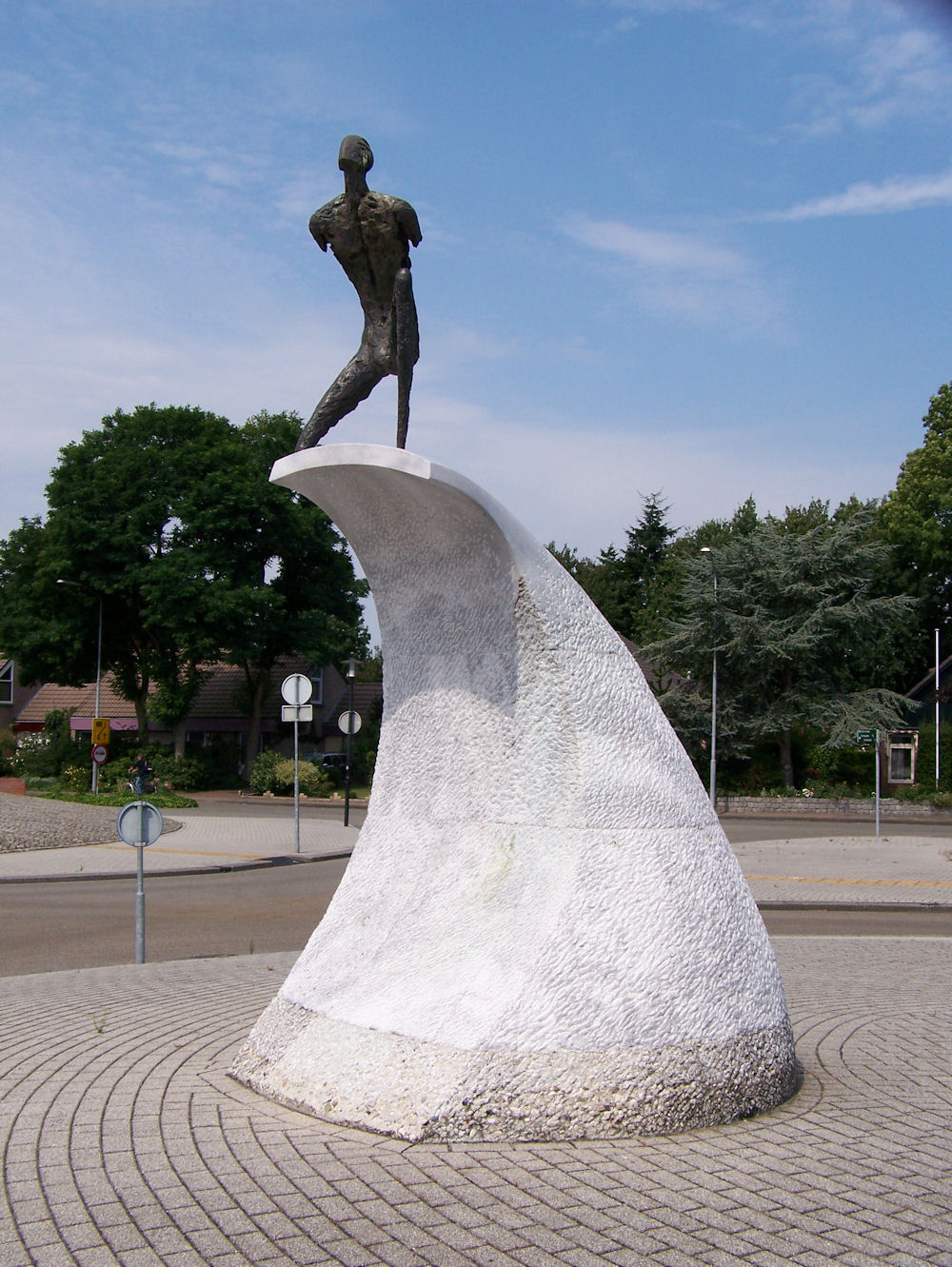
De Golf (2000) Harm van Weerden en Jan Steen, Hoogezand

## Bouwkunst

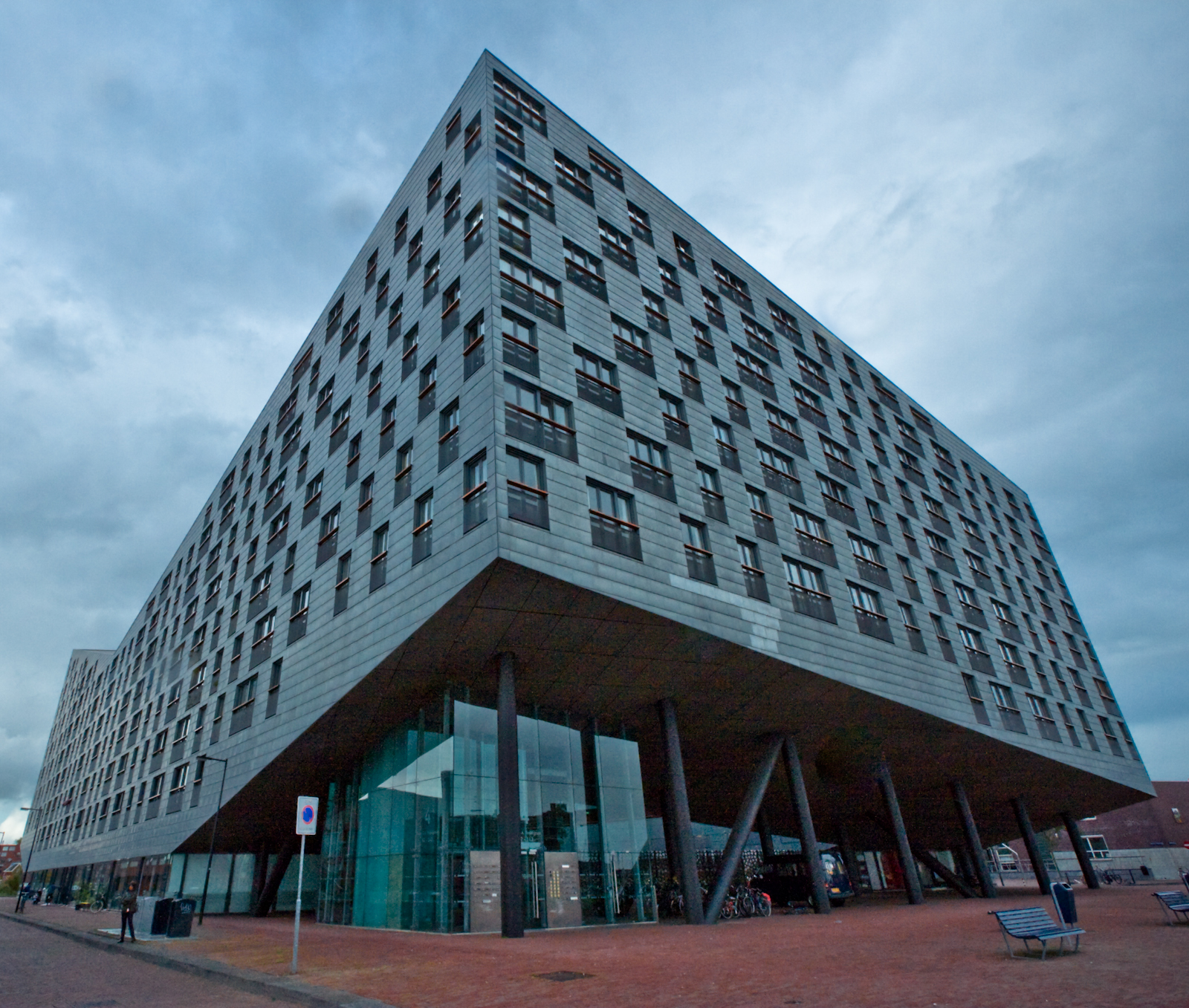
The Whale, Amsterdam (2000) Frits van Dongen

## Sport
- Europees kampioenschap voetbal 2000 in Nederland en België

## Geboren

### Januari
- 1 - Jekaterina Aleksandrovskaja, Russisch-Australisch kunstschaatsster (overleden 2020)
- 1 - Nicolas Kühn, Duits voetballer
- 1 - Boško Šutalo, Kroatisch voetballer
- 1 - Ice Spice, Amerikaans rapper en zangeres
- 3 - Samya Hassani, Nederlands voetbalster
- 3 - Tommy St. Jago, Nederlands voetballer
- 5 - Yari Montella, Italiaans motorcoureur
- 6 - Lev Gonov, Russisch wielrenner
- 6 - Iker Lecuona, Spaans motorcoureur
- 7 - Anna-Maja Kazarian, Nederlands schaakster
- 7 - Mazey Haze, Nederlands zangeres
- 8 - Juliette Bossu, Frans gymnaste
- 8 - Noah Cyrus, Amerikaans actrice
- 10- Erik Botheim, Noors voetballer
- 10 - Pirmin Werner, Zwitsers freestyleskiër
- 11 - Björn Seeliger, Zweeds zwemmer
- 11 - Marrit Steenbergen, Nederlands zwemster
- 12 - Sven Botman, Nederlands voetballer
- 14 - Artem Petrov, Russisch autocoureur
- 16 - Brenner Souza da Silva, Braziliaans voetballer
- 16 - Niels Raaijmakers, Nederlands voetballer
- 17 - Devlin DeFrancesco, Canadees autocoureur
- 17 - Ebrar Karakurt, Turks volleybalster
- 17 - Roy Kuijpers, Nederlands voetballer
- 19 - Choi Da-bin, Zuid-Koreaans kunstschaatsster
- 19 - Juan Miranda, Spaans voetballer
- 19 - Youri Roseboom, Nederlands voetballer
- 19 - Cain Seedorf, Nederlands voetballer
- 19 - Rico Zeegers, Nederlands voetballer
- 20 - Selemon Barega, Ethiopisch atleet
- 20 - Jack, Nederlands rapper
- 21 - Sarah van Aalen, Nederlands volleybalster
- 23 - Yu Hanaguruma, Japans zwemmer
- 23 - Stina Johannes, Duits voetbalster
- 23 - Kjell Scherpen, Nederlands voetballer
- 24 - Ben Johnson, Engels voetballer
- 24 - Hamza Masoudi, Belgisch-Marokkaans voetballer
- 25 - Remco Evenepoel, Belgisch wielrenner
- 25 - Ander Ganzabal, Spaans wielrenner
- 25 - Rhyan White, Amerikaans zwemster
- 26 - Ester Expósito, Spaans actrice
- 27 - Morgan Gibbs-White, Engels-Jamaicaans voetballer
- 27 - Leonard Schoots, Nederlands acteur
- 27 - Aurélien Tchouaméni, Frans- Kameroens voetballer
- 28 - Maria Luisa Filangeri, Italiaans voetbalster
- 31 - Lukáš Kubiš, Slowaaks wielrenner

### Februari
- 1 - Jesse Bosch, Nederlands voetballer
- 1 - Ella Powell, Welsh voetbalster
- 1 - Tim Van de Velde, Belgisch atleet
- 2 - Caroline Claire, Amerikaans freestyleskiester
- 2 - Jorinde van Klinken, Nederlands atlete
- 2 - Dmitri Loginov, Russisch snowboarder
- 3 - Enzo Le Fée, Frans voetballer
- 3 - Helena Ponette, Belgisch atlete
- 3 - Siemen Voet, Belgisch voetballer
- 4 - Enaam Ahmed, Engels autocoureur
- 4 - Davy van den Berg, Nederlands voetballer
- 4 - Vincent Thill, Luxemburgs voetballer
- 5 - Jordan Nagai, Amerikaans acteur
- 7 - Joëlle Smits, Nederlands voetbalster
- 8 - Mathilde Gremaud, Zwitsers freestyleskiester
- 9 - Klaudia Jedlińska, Pools voetbalster
- 9 - Delano Ladan, Nederlands voetballer
- 9 - Logan Ndenbe, Belgisch voetballer
- 9 - Sofie Vendelbo, Deens voetbalster
- 11 - José Fontán, Spaans voetballer
- 11 - Doğucan Haspolat, Nederlands voetballer
- 12 - Jurian Hobbel, Nederlands voetballer
- 12 - Jean Marcelin, Frans voetballer
- 13 - Mohamed Mallahi, Nederlands-Marokkaans voetballer
- 14 - Håkon Evjen, Noors voetballer
- 14 - Andrea Kojevska, Macedonisch zangeres
- 14 - Maximilian Paul, Duits autocoureur
- 14 - Jelizabet Toersynbajeva, Kazachs kunstschaatsster
- 16  - Yan Bingtao, Chinees snookerspeler
- 16 - Thomas Carmoy, Belgisch atleet
- 16 - Amine Gouiri, Frans voetballer
- 16 - Janni Thomsen, Deens voetbalster
- 18 - Giada Greggi, Italiaans voetbalster
- 19 - Sandy Baltimore, Frans voetbalster
- 19 - Žan Luka Kocjančič, Sloveens voetballer
- 19 - Barbara Malcotti, Italiaans wielrenster
- 19 - Nauris Petkevičius, Litouws voetballer
- 19 - Giacomo Quagliata, Italiaans voetballer
- 20 - Bradley Brooks, Engels darter
- 20 - Celia Rose Gooding, Amerikaans actrice
- 20 - Kristóf Milák, Hongaars zwemmer
- 21 - Belle Zimmerman, Nederlands actrice en zangeres
- 22 - Didier Bionaz, Italiaans biatleet
- 23 - Femke Bol, Nederlands atlete
- 24 - Antony Matheus dos Santos (Antony), Braziliaans voetballer
- 25 - Sophie Edwards, wielrenster
- 26 - Margaret MacNeil, Canadees zwemster
- 26 - Boris Popovic, Servisch voetballer
- 28 - Moise Kean, Italiaans voetballer
- 29 - Tyrese Haliburton, Amerikaans basketballer
- 29 - Ahmed Kutucu, Turks-Duits voetballer
- 29 - Justine Lerond, Frans voetbalster
- 29 - Rani Vincke, Belgisch atlete

### Maart
- 1 - Ahmed Kutucu, Turks-Duits voetballer
- 1 - Rani Vincke, Belgisch atlete
- 2 - Kimke Desart, Belgisch actrice
- 3 - Valeria Demidova, Russisch freestyleskiester
- 3 - Evert Linthorst, Nederlands voetballer
- 5 - Elvira Herzog, Zwitsers voetbalster
- 5 - Robert Megennis, Amerikaans autocoureur
- 5 - Reiky de Valk, Nederlands acteur (overleden 2023)
- 6 - Daphne van Domselaar, Nederlands voetbalster
- 6 - Merijn Scheperkamp, Nederlands schaatster
- 8 - Enoch Adegoke, Nigeriaans atleet
- 8 - Luca Engstler, Duits autocoureur
- 8 - Keyvan Andres Soori, Duits autocoureur
- 8 - Kisara Sumiyoshi, Japans freestyleskiester
- 8 - Sonny Wern, Nederlands dj en muziekproducent
- 9 - Drew Kibler, Amerikaans zwemmer
- 9 - Nika Križnar, Sloveens schansspringster
- 9 - Sven Mijnans, Nederlands voetballer
- 13 - Rait Ärm, Ests wielrenner
- 13 - Youri Schoonderwaldt, Nederlands voetballer
- 14 - Gregory Kuisch, Nederlands voetballer
- 14 - Rebecca Smith, Canadees zwemster
- 15 - Darius Johnson, Engels voetballer
- 16 - Victor Guernalec, Frans wielrenner
- 16 - Jalen Smith, Amerikaans basketballer
- 17 - Cameron Das, Amerikaans autocoureur
- 18 - Jesse Edwards, Nederlands basketballer
- 19 - Alexandra Jóhannsdóttir, IJslands voetbalster
- 20 - Colton Herta, Amerikaans autocoureur
- 21 - Jace Norman, Amerikaans acteur
- 23 - Annick Meijers, Nederlands volleybalster
- 24 - Trey Freeman, Amerikaans zwemmer
- 24 - Walter Wallberg, Zweeds freestyleskiër
- 25 - Déiber Caicedo, Colombiaans voetballer
- 25 - Ozan Kabak, Turks voetballer
- 25 - Xander Lambrix, Belgisch voetballer
- 25 - Mateo Leš, Kroatisch voetballer
- 25 - Ivor Pandur, Kroatisch voetballer
- 25 - Sha'Carri Richardson, Amerikaans atlete
- 25 - Jadon Sancho, Engels voetballer
- 26 - Nina Derwael, Belgisch gymnast
- 27 - Davide Bomboi, Belgisch wielrenner
- 28 - Amna Al Qubaisi, autocoureur uit de Verenigde Arabische Emiraten
- 28 - Pauline Hondema - Nederlands atlete
- 30 - Gustavo Assunção, Braziliaans-Portugees voetballer
- 30 - Pedro Ruiz, Spaans voetballer

### April
- 1 - Rhian Brewster, Engels voetballer
- 1 - Guy Mbenza, Congolees voetballer
- 2 - Biniam Girmay, Eritrees wielrenner
- 2 - Rodrigo Riquelme, Spaans voetballer
- 2 - Birk Ruud, Noors freestyleskiër
- 5 - Jurgen Ekkelenkamp, Nederlands voetballer
- 5 - Brian Plat, Nederlands voetballer
- 5 - Felicia Truedsson, Zweeds actrice
- 7 - Ivan Ivanov, Bulgaars zanger
- 7 - Julia Kedhammar, Zweeds zangeres
- 7 - Kaito Toba, Japans motorcoureur
- 9 - Jackie Evancho, Amerikaans zangeres en actrice
- 9 - Marijn Kuipers, Nederlands vlogger en presentatrice
- 9 - Brenock O'Connor, Engels acteur
- 9 - Kaori Sakamoto, Japans kunstschaatsster
- 9 - Marion Thénault, Canadees freestyleskiester
- 10 - Josie Griffiths, Brits actrice
- 10 - Nicolas Laframboise, Canadees snowboarder
- 11 - Nadine Riesen, Zwitsers voetbalster
- 12 - Charles Abi, Frans voetballer
- 12 - Nadia Battocletti, Italiaans atlete
- 12 - Sophia Kleinherne, Duits voetbalster
- 12 - Maria Sotskova, Russisch kunstschaatsster
- 13 - Suzanne Lindon, Frans actrice, scenarioschrijver en filmregisseur
- 13 - Facundo Torres, Uruguayaans voetballer
- 14 - Elise Lasser, Belgisch atlete
- 17 - Justine Goossens, Belgisch atlete
- 19 - Lucas Braathen, Noors alpineskiër
- 19 - Andreia Faria, Portugees voetbalster
- 19 - Kristall, Oekraïens zangeres en presentatrice
- 20 - Arno Claeys, Belgisch wielrenner
- 20 - Justin van Tergouw, Nederlands darter
- 21 - Saartje Corteyn, Belgisch schermster
- 21 - Lucie Ferauge, Belgisch atlete
- 22 - Sayfallah Ltaief, Tunesisch-Zwitsers voetballer
- 22 - Dilay Willemstein, Nederlands model
- 23 - Chloe Kim, Amerikaans snowboardster
- 25 - Rani Rosius, Belgisch atlete
- 26 - Timi Zajc, Sloveens schansspringer
- 27 - David Beckmann, Duits autocoureur
- 29 - Aitor Paredes, Spaans voetballer

### Mei
- 1 - Dagmar Boom, Nederlands volleybalster
- 2 - Thomas Dean, Brits zwemmer
- 3 - Eline Geerdink, Nederlands volleybalster
- 4 - Peer Koopmeiners, Nederlands voetballer
- 5 - Elijah Winnington, Australisch zwemmer
- 7  - Ibrahim Sadiq, Ghanees voetballer
- 8 - Femke Verschueren, Belgisch zangeres
- 10 - Meau Hewitt, Nederlands  singer-songwriter
- 11 - Femke Meines, Nederlands zangeres
- 11 - Yuki Tsunoda, Japans autocoureur
- 14 - Ilan Van Wilder, Belgisch wielrenner
- 15 - Cole Anthony, Amerikaans basketballer
- 16 - Soraya Gerrits, Nederlands musicalactrice
- 16 - Gabriele Ruiu, Italiaans motorcoureur
- 17 - Minna Atherton, Australisch zwemster
- 17 - Kyarha van Tiel, Nederlands kunstschaatsster
- 18 - Ryan Sessegnon, Engels voetballer
- 20 - Kieran Smith, Amerikaans zwemmer
- 20 - Jan de Boer, Nederlands voetballer
- 23 - Evan Bird, Canadees acteur
- 23 - Felipe Drugovich, Braziliaans autocoureur
- 24 - Louise McDaniel, Iers voetbalster
- 28 - Taylor Ruck, Canadees zwemster
- 28 - Axelle Klinckaert, Belgisch gymnast
- 29 - Baptiste Veistroffer, Frans wielrenner
- 30 - Jay Gorter, Nederlands voetballer
- 31 - Emma Stølen Godø, Noors voetbalster

### Juni
- 1 - Ricardo Feller, Zwitsers autocoureur
- 1 - Sofia Hublitz, Amerikaans actrice
- 1 - Ludovit Reis, Nederlands voetballer
- 1 - Willow Shields, Amerikaans actrice
- 2 - Anastasija Kolesava, Wit-Russisch wielrenster
- 2 - Seraina Piubel, Zwitsers voetbalster
- 2 - Richard Ríos, Colombiaans voetballer
- 2 - László Tóth, Hongaars autocoureur
- 3 - Lee June-seo, Zuid-Koreaans shorttracker
- 3 - Oliwer Magnusson, Zweeds freestyleskiër
- 5 - Thea Bjelde, Noors voetbalster
- 5 - Elias Elffors Elfström, Zweeds zanger
- 6 - Cat Burns, Engels singer-songwriter
- 7 - Edoeard Spertsjan, Armeens-Russisch voetballer
- 10 - Malavath Purna, Indiaas bergbeklimster
- 11 - Hibiki Taira, Japans autocoureur
- 12 - Rebecka Karlsson, Zweeds zangeres
- 12 - Federico Malvestiti, Italiaans autocoureur
- 13 - Penelope Oleksiak, Canadees zwemster
- 13 - Hunter Tyson, Amerikaans basketballer
- 14 - Redmar Siegertsz, Nederlands acteur
- 15 - Joris Delbove, Frans wielrenner
- 15 - Jérémie Makiese, Belgisch zanger en voetballer
- 15 - Victor Steeman, Nederlands motorcoureur (overleden 2022)
- 15 - Lukas Tulovic, Duits motorcoureur
- 16 - Ye Yifei, Chinees autocoureur
- 17 - Levke Kretschmann, Duits handbalster
- 17 - Masai Russell, Amerikaans atlete
- 19 - Tess Johnson, Amerikaans freestyleskiester
- 19 - Sydney Lohmann, Duits voetbalster
- 19 - Myles Rowe, Amerikaans autocoureur
- 20 - Mitchel Bakker, Nederlands voetballer
- 20 - Mischa Bredewold, Nederlands wielrenster
- 20 - Ole Romeny, Nederlands voetballer
- 25 - Fleur Verwey, Nederlands actrice
- 26 - Wessel Nijman, Nederlands darter
- 26 - Verena Wieder, Duits voetbalster
- 27 - Kastriot Imeri, Zwitsers voetballer
- 28 - Melvine Malard, Frans voetbalster
- 28 - Igor Paixão, Braziliaans voetballer
- 29 - Redmond Gerard, Amerikaans snowboarder
- 29 - Ivan Girev, Russisch zwemmer
- 29 - Igor Paixão, Braziliaans voetballer
- 29 - Christian Rasmussen, Deens autocoureur
- 30 - Ricky Petrucciani, Zwitsers atleet
- 30 - Calan Williams, Australisch autocoureur

### Juli
- 1 - Tali Golergant, Luxemburgs-Israëlisch zangeres
- 2 - Angelica Soffia, Italiaans voetbalster
- 3 - Andreas Estner, Duits autocoureur
- 3 - Nicole Panis, Nederlands voetbalster
- 4 - Rikako Ikee, Japans zwemster
- 4 - Brendon Smith, Australisch zwemmer
- 5 - Sterre van Woudenberg, Nederlands actrice
- 6 - Shahana Hajiyeva, Azerbeidzjaans paralympisch judoka
- 6 - Baptiste Huyet, Frans wielrenner
- 8 - Sophie Nyweide, Amerikaans actrice (overleden 2025)
- 8 - Anna-Lena Stolze, Duits voetbalster
- 9 - Kliment Kolesnikov, Russisch zwemmer
- 10 - Jonathan Browne, Iers autocoureur
- 12 - Vinícius Júnior, Braziliaans voetballer
- 12 - Sebastián Fernández, Venezolaans autocoureur
- 13 - Cornelia Kapocs, Zweeds voetbalster
- 14 - Cecilie Johansen, Deens voetbalster
- 14 - Stanislava Konstantinova, Russisch kunstschaatsster
- 15 - Paulinho, Braziliaans voetballer
- 16 - Marcus Holmgren Pedersen, Noors voetballer
- 18 - Lutsharel Geertruida, Nederlands voetballer
- 20 - Kik Pierie, Nederlands voetballer
- 20 - Manuel Sulaimán, Mexicaans autocoureur
- 20 - Olaug Tvedten, Noors voetbalster
- 21 - Simone Boilard, Frans wielrenster
- 21 - Erling Braut Håland, Noors voetballer
- 21 - Jens Lurås Oftebro, Noors noordse combinatieskiër
- 24 - Anna Lagerweij, Nederlands zangeres en violiste
- 25 - Marie Müller, Duits voetbalster
- 25 - Markus Solbakken, Noors voetballer
- 29 - Marcus Armstrong, Nieuw-Zeelands autocoureur
- 29 - Britt Knaven, Belgisch-Nederlands wielrenster
- 30 - Terrence Shannon Jr., Amerikaans basketballer
- 31 - Kim Sae-ron, Zuid-Koreaans actrice (overleden 2025)

### Augustus
- 1 - Faye Bezemer, Nederlands actrice
- 1 - Yentl van Goch, Nederlands voetbalster
- 2 - Amber van Heeswijk, Nederlands voetbalster
- 2 - Jannes Wieckhoff, Duits voetballer
- 3 - Tony Arbolino, Italiaans motorcoureur
- 6 - Nikki IJzerman, Nederlands voetbalster
- 7 - Nadia Gontova, Canadees wielrenster
- 7 - Minke Lalkens, Nederlands voetbalster
- 7 - Lisa Nobel, Nederlands volleybalster
- 8 - Youn Czekanowicz, Luxemburgs voetballer
- 9 - Marta García, Spaans autocoureur
- 9 - Demi Korevaar, Nederlands volleybalster
- 9 - Djed Spence, Engels voetballer
- 9 - Erica Sullivan, Amerikaans zwemster
- 10 - Jüri Vips, Estisch autocoureur
- 11 - Puck Donker, Nederlands voetbalster
- 11 - Sofie Svava, Deens voetbalster
- 12 - Tristan Charpentier, Frans autocoureur
- 15 - Olivia Giaccio, Amerikaans freestyleskiester
- 17 - ADF Samski, Nederlands rapper
- 17 - Lil Pump, Amerikaans rapper
- 18 - Ida Marie Hagen, Noors noordse combinatieskiester
- 20 - Edgar Cadena, Mexicaans wielrenner
- 23 - Devin Vassell, Amerikaans basketballer
- 27 - Sebastian Nielsen, Deens wielrenner
- 31 - Angel Gomes, Engels voetballer

### September
- 2 - Jasper Schendelaar, Nederlands voetballer
- 3 - Brandon Williams, Brits voetballer
- 3 - Lily Woodham, Welsh voetbalster
- 5 - Anastasia Tatalina, Russisch freestyleskiester
- 6 - Alex Méndez, Amerikaans voetballer
- 7 - Ariarne Titmus, Australisch zwemster
- 8 - Aloïs Charrin, Frans wielrenner
- 8 - Kevin Zannoni, Italiaans motorcoureur
- 10 - Tommaso Nencini, Italiaans wielrenner
- 11 - Leandro Bolmaro, Argentijns basketballer
- 11 - Teppei Natori, Japans autocoureur
- 13 - Lorenzo Colombo, Italiaans autocoureur
- 13 - Emmy Kristiansen, Noors zangeres
- 14 - Ethan Ampadu, Welsh voetballer
- 14 - Vera Mulder, Nederlands volleybalster
- 15 - José Luis Faura, Spaans wielrenner
- 17 - Eileen Campbell, Oostenrijks voetbalster
- 17 - Chantalle Zijderveld, Nederlandse zwemster
- 18 - Julen Lobete, Spaans voetballer
- 18 - Alex Warren, Amerikaans zanger
- 19 - Jakob Ingebrigtsen, Noors atleet
- 21 - Hinako Tomitaka, Japans freestyleskiester
- 21 - Fabio Van Den Bossche, Belgisch wielrenner
- 22 - Ricardo Henning, Duits-Jamaicaans voetballer
- 22 - Kush Maini, Indiaas autocoureur
- 27 - Justen Blok, Nederlands hockeyer
- 28 - Franklin Nathaniel Jonas, Amerikaans acteur
- 28 - Tyrell Terry, Amerikaans basketballer
- 29 - Iver Tildheim Andersen, Noors langlaufer
- 29 - Christian Brooks, Amerikaans autocoureur
- 29 - Bente Fokkens, Nederlands zangeres en actrice
- 29 - Jaden McDaniels, Amerikaans basketballer
- 29 - Ilse van Walsem, Nederlands voetbalster
- 30 - Glenn van Straalen, Nederlands motorcoureur

### Oktober
- 4 - Ayumu Sasaki, Japans motorcoureur
- 5 - Giacomo Altoè, Italiaans autocoureur
- 5 - Femke Kok, Nederlands schaatsster
- 5 - Eugene Omalla, Oegandees-Nederlands atleet
- 6 - Zoë Më, Zwitsers zangeres
- 6 - Isobelle Molloy, Brits actrice
- 6 - Amanda Pace, Amerikaans actrice
- 6 - Rachel Pace, Amerikaans actrice
- 7 - Stan van Dijck, Nederlands voetballer
- 12 - Mia Threapleton, Brits actrice
- 13 - Kyrylo Tsarenko, Oekraïens wielrenner
- 14 - Arthur Leclerc, Monegaskisch autocoureur
- 14 - Christin Meyer, Duits voetbalster
- 18 - Esme Morgan, Engels voetbalster
- 20 - Tomasz Pilch, Pools schansspringer
- 23 - Raúl Fernández, Spaans motorcoureur
- 24 - Athenea del Castillo, Spaans voetbalster
- 25 - Seita Nonaka, Japans autocoureur
- 25 - Vincent Zhou, Amerikaans kunstschaatser
- 26 - Ezequiel Bullaude, Argentijns voetballer
- 26 - Su Haoyu, Chinees wielrenner
- 27 - Paulina Krumbiegel, Duits voetbalster
- 27 - Noor Omrani, Nederlands hockeyster
- 30 - Janou Levels, Nederlands voetbalster
- 30 - Lina Rojas, Colombiaans baanwielrenster
- 31 -  Willow Smith, Amerikaans actrice en zangeres

### November
- 2 - Tess Coady, Australisch snowboardster
- 2 - Alphonso Davies, Canadees voetballer
- 2 - Georgia-Mae Fenton, Brits gymnaste
- 2 - Vincent Van Hemelen, Belgisch wielrenner
- 3 - Jonathan Learoyd, Frans schansspringer
- 4 - Tyrese Maxey, Amerikaans basketballer
- 6 - Nicolás Varrone, Argentijns autocoureur
- 8 - S10 (Stien den Hollander), Nederlands rapper en zangeres
- 8 - Jasmine Thompson, Engels zangeres
- 9 - Selma Bacha, Frans voetbalster
- 10 - Mackenzie Foy, Amerikaans model en actrice
- 13 - Jon Sallinen, Fins freestyleskiër
- 14 - Jacob Kiplimo, Oegandees atleet
- 14 - Ahmed Naser, Bahreins wielrenner
- 14 - Lena Charlotte Reißner, Duits baanwielrenster
- 15 - Johnathan Hoggard, Brits autocoureur
- 16 - Josh Green, Australisch basketballer
- 16 - Hannah Hampton, Engels voetbalster
- 17 - Adrien Maire, Frans wielrenner
- 19 - Lucie Fityus, Australisch wielrenster
- 19 - Larsen Thompson, Amerikaans actrice, model en danseres
- 20 - Connie Talbot, Engels zangeres
- 21 - Matt O'Riley, Deens-Engels voetballer
- 21 - Oliver Rasmussen, Frans-Deens autocoureur
- 22 - Zhang Yifan, Chinees zwemster
- 24 - Sara Lindbak Hørte, Noors voetbalster
- 25 - Alejandro Callejas, Colombiaans wielrenner
- 25 - Daniël Giacon, Nederlands schermer
- 26 - Lamecha Girma, Ethiopisch atleet
- 27 - Oussama Ahammoud, Nederlands acteur
- 28 - Sophia Kiely, Brits actrice
- 30 - Laura van Bussel, Nederlands actrice

### December
- 1 - Sophia Flörsch, Duits autocoureur
- 4 - Zeki Amdouni, Zwitsers voetballer
- 7 - Klara Bühl, Duits voetbalster
- 7 - Vivien Keszthelyi, Hongaars autocoureur
- 10 - Joanna Bækkelund, Noors voetbalster
- 10 - Aukje van Seijst, Nederlands voetbalster
- 10 - Anne van Son, Nederlands voetbalster
- 11 - Alex Ducas, Australisch basketballer
- 11 - Onyeka Okongwu, Amerikaans basketballer
- 12 - Devyn Nekoda, Canadees actrice
- 16 - Richard Verschoor, Nederlands autocoureur
- 20 - Giannis Fivos Botos, Grieks voetballer
- 20 - Chad Letts, Jamaicaans voetballer
- 20 - Olivier N'Zi, Ivoriaans voetballer
- 20 - Jef Vermeiren, Belgisch atleet
- 22 - Pauletta Foppa, Frans handbalster
- 23 - Clément Novalak, Frans-Zwitsers autocoureur
- 24 - Rusty-Jake Rodriguez, Oostenrijks darter
- 25 - Wilfried Singo, Ivoriaans voetballer
- 27 - Noé Roth, Zwitsers freestyleskiër
- 29 - Orkun Kökçü, Nederlands-Turks voetballer
- 30 - Kaishu Sano, Japans voetballer
- 31 - Tami Groenendijk, Nederlands voetbalster
- 31 - Logan Sargeant, Amerikaans autocoureur
- 31 - Tes Schouten, Nederlands zwemster

## Weerextremen in België
- 3 maart: hoogste etmaalsom van de neerslag ooit op deze dag: 22 mm.
- 13 april: hoogste etmaalsom van de neerslag ooit op deze dag: 20 mm.
- 23 april: hoogste etmaalsom van de neerslag ooit op deze dag: 17 mm.
- 16 mei: hoogste etmaalgemiddelde temperatuur ooit op deze dag: 22,6 °C.
- 28 mei: maximale windstoten van 108 km/h in Kleine-Brogel (Peer) en 112 km/h in Oostende.
- 19 juni: hoogste etmaalgemiddelde temperatuur ooit op deze dag: 25,4 °C en hoogste maximumtemperatuur: 31,8 °C.
- 26 juni: laagste minimumtemperatuur ooit op deze dag: 4,8 °C.
- 2 juli: onweders met hevige regenval leiden tot plaatselijke overstromingen in bijna alle streken van het land. Tijdens deze zeer vochtige maand komen ook op 4, 24, 27 en 29 juli op veel plaatsen overstromingen voor als gevolg van onweders.
- 24 juli: een onweer geeft aanleiding tot een dagtotaal van 99 mm neerslag in Korbeek-Lo (Bierbeek).
- juli: somberste julimaand ooit in Ukkel: de zon schijnt slechts 92 uur (normaal: 193 uur).
- 15 september: tornado's in de Zwalmstreek, de steek rond Erpe-Mere en rond Antwerpen. Overstromingen rond Gent en Kortrijk.
- 16 september: dagtotalen van 84 mm neerslag nabij Robertville (Waimes) en Eupen.
- 30 oktober: windstoten tot 100 km/h in Gosselies en tot 108 km/h in Bierset (Grâce-Hollogne).
- november: november met laagste luchtdruk: 1003,4 hPa (normaal 1014,4 hPa).
- 8 december: hoogste etmaalgemiddelde temperatuur ooit op deze dag: 13,8 °C en hoogste maximumtemperatuur: 14,1 °C. Dit is de warmste dag ooit in de maand december.
- 10 december:  Rukwinden tot 112 km/h in Saint-Hubert, 119 km/h in Gosselies en 122 km/h in Bierset (Grâce-Hollogne).
- 12 december: hoogste etmaalgemiddelde temperatuur ooit op deze dag: 12,8 °C en hoogste maximumtemperatuur: 13,5 °C.
- 22 december: minimumtemperatuur in Ukkel –0,5 °C. Eerste vorstdag uitzonderlijk laat, maar het record van 1984 wordt niet gebroken.

Bron: KMI Gegevens Ukkel 1901-2003 met aanvullingen 